# Ralph Steinman
Pour les articles homonymes, voir Steinman.
Ralph Marvin Steinman (né le 14 janvier 1943 à Montréal et mort le 30 septembre 2011 à New York) est un spécialiste canadien en immunologie, rattaché à l’université Rockefeller (New York), de laquelle il détient son doctorat, après des études à l'université McGill (Montréal) et au Harvard Medical School (Boston).
Il découvre en 1973 les cellules dendritiques, puis leur rôle dans le système immunitaire, et obtient pour cette découverte le prix Nobel de physiologie ou médecine, partagé pour moitié avec Bruce Beutler et Jules Hoffmann, le 3 octobre 2011. Son décès, que le jury du Nobel ignorait, survient trois jours avant l'annonce de ce prix « non posthume ». Cependant, l'attribution est maintenue par le jury, car faite « de bonne foi ».

## Biographie
Ralph Steinman grandit à Montréal,, second d'une famille de quatre enfants (Seymour, Ralph, Mark et Joni). Il passe son enfance à Sherbrooke, où ses parents tiennent boutique (Mozart's Department Store). Il manifeste assez tôt son indépendance : ainsi, à 7 ans, il part seul vers Montréal, pour rejoindre sa grand-mère puis, fâché que ses parents l'envoient passer l'été dans une colonie de vacances, il décide de rester muet lorsqu'ils l'y visitent.
Après ses études à l'école secondaire Sherbrooke High School à Sherbrooke, il passe à Montréal un baccalauréat en sciences à l'Université McGill (1963) puis, muni d'une bourse d'études adéquate, est reçu médecin, avec grande distinction, à Boston, au Harvard Medical School (1968) et docteur en science (Ph.D.) à New York, à l’université Rockefeller.

## Prix et distinctions
Membre de l'Institute of Medicine et de l'Académie nationale des sciences, Steinman a reçu de nombreux prix pour son travail sur les cellules dendritiques, dont :
- 1998 : prix William-Coley (en)
- 1999 : prix Robert-Koch (en)
- 2003 : prix Gairdner
- 2007 : prix Albert-Lasker pour la recherche médicale fondamentale
- 2009 : prix du Centre médical d'Albany (partagé avec Charles Dinarello et Bruce Beutler)
- 2011 : prix Nobel de physiologie ou médecine (partagé pour moitié avec Bruce Beutler et Jules Hoffmann).

### Imbroglio posthume
La mort de Ralph Steinman, d'un cancer du pancréas trois jours avant de recevoir le prix Nobel de physiologie ou médecine, oblige l'institution à changer les statuts d'attribution du prix, qui jusqu'alors ne peut d'aucune façon être remis à titre posthume, : la Fondation Nobel annonce, le 3 octobre 2011 au soir, que Steinman resterait lauréat du prix, vu que l'attribution a été faite en toute bonne foi et que le décès, très récent, était alors inconnu,.